# 안젤로 스콜라
안젤로 스콜라(이탈리아어: Angelo Scola, 1941년 11월 7일 ~ )는 이탈리아의 로마 가톨릭교회추기경, 신학자, 철학가이다.

## 생애

안젤로 스콜라 추기경의 문장

1970년 7월18일 사제품을 서품되었으며, 1991년 그로세토의 주교로 서품되었고, 2002년 베네치아 총대주교에 임명되었고, 2003년 추기경에 서임되었으며, 2011년 6월 28일 교황 베네딕토 16세에 의해 밀라노 대교구장(관구장 주교)에 임명되었다.